# Phnom Dei

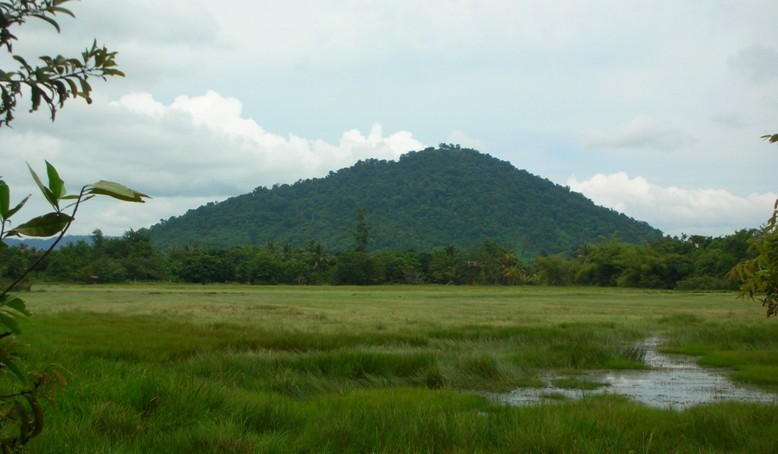
Vue de la Colline Phnom Dei

Phnom Dei (khmer : ភ្នំដី) est une colline, appelée montagne au Cambodge d'une altitude de 295 m proche de Siem Reap. Phnom signifie colline ou montagne et Dei signifie Terre, Phnom Dei signifie littéralement colline de Terre.
Phnom Dei est à 30 km Nord-Ouest de la ville fortifiée d'Angkor-Thom . Phnom Dei est au sud-ouest d'une des temples les plus fameux; le Banteay Srei situé lui-même, à 20 km au Nord de Angkor Wat et au sud de Phnom Kulen. 
Prasât Phnom Dei est aussi un temple souvent associé à Banteay Srei. Mais Prasât Phnom Dei a été édifié entre le IXe et le Xe siècle par Yasovarman I (khmer : ព្រះបាទយសោវរ្ម័នទី១) (889-910) est de ce fait, légèrement antérieur à la construction de Prasât Banteay Srei construit par Jayavarman V au Xe siècle (889-910 AD). 
Avec Prasat Phnom Dei, du même nom, d'autres temples  construits sont également situés au sommet de la colline tels que le Phnom Bakheng, Phnom Bok et Phnom Krom.

## Localisation
Phnom Dei est non seulement le nom d'une montagne située au sud-est de Banteay Srei et à 20 km de Phnom Kulen, 248 km et au Nord-Ouest de Phnom Penh mais aussi le nom d'un temple Prasat Phnom Dei situé en son sommet. Phnom Dei est une commune du district de Phnom Srok dans la province de Banteay Mean Chey dans l'ouest du Cambodge. Prasât Phnom Dei (parfois écrit Phnom Dey) est à environ 28 km au nord-est de Phnom Krom construit  également par Yaśovarman I.  

### Description par Georges Coedes
Selon Georges Cœdès dans son article dans le bulletin de l'EFEO  sur ses études cambodgiennes paru en 1918 page 13 et 14, « ce site fut signalé en 1914 par le service géographique mais ne figure pas l'Inventaire  descriptif des monuments du Cambodge [d'Etienne Lunet de Lajonquière] est un petit sanctuaire en briques a un seul redent par face, ses dimensions intérieures sont à peu près de 2m30 à 4m30. L'édifice, toujours selon Coedes est en très mauvais état. ». 
Coedes nous apprend que ce site élevé sur le Phnom Dei se nommerait Sri Purandaraparvata consacré au culte de Harihara ou de Shiva et Vishnu deuxième dieu de la Trimūrti.
Banteay Srei est un des temples majeurs d'Angkor et au sud de Phnom Kulen. Il fait partie du complexe monumental d'Angkor qui fut la capitale de l'empire khmer. 
Banteay Srei a été construit au XIe siècle dans du grès rose et de la latérite, situé à 20 km au nord-est de Bayon, dans le site de l’ancienne ville d’Isvarapura, près de la montagne de Phnom Dei. Banteay Srei  est sans nul doute de l'un des plus mystiques temples de Siem Reap, construit en 967 sous le règne de Jayavarman V. 
Banteay Srei est le temple qui fut victime du pillage de trois de ses sept apsaras  sur le haut-relief ainsi que du Bas relief la veille de Noël 1923 par André Malraux et son épouse Clara et leur ami Louis Chevasson. Mais fort heureusement, ils furent appréhendés avant de quitter le Cambodge grâce à l'intervention décisive et énergique de Georges Groslier.
Prasât Phnom Dei aurait été construit environ un siècle avant Banteay Srei (967).

### Phnom Dei et l'EFEO
En mars 1914, L'EFEO affecte auprès de Jean Commaille le premier conservateur d'Angkor, un jeune architecte ayant posé sa candidature à l'EFEO et pensionnaire depuis 1913, George Demasur (1887-1915). Celui-ci s’initie auprès de Commaille aux travaux de dégagement et de conservation menés sur le site d'Angkor, Demasur se rend également à Koh Ker et au Phnom Dei, dont il souhaite entreprendre l’étude. En 1914, George Demasur s'attache à étudier Phnom Dei mais, malencontreusement son étude fut interrompue par son départ à la guerre.  
Cependant, lorsque la Première Guerre mondiale éclate, le jeune Demasur demande à être rappelé en France. Mais après un poste en Indochine, en tant que sergent d’infanterie coloniale, il est envoyé sur le front aux Dardanelles, il trouvera la mort le 2 mai 1915 à Seed ul Bahr (aujourd'hui Seddülbahir) en Turquie à l'âge de 28 ans.
Dans son étude menée, en 1934, Georges Coedes, alors Directeur de l'EFEO sur Phnom Dei  a dessiné un plan du temple, le conservateur d'Angkor à cette époque était Henri Marchal.

## Temples édifiés par Yasovarman I
Prasât Phnom Dei est un temple khmer qui a été édifié sous le règne du roi de l'empire khmer Yasovarman I (889-910) connu pour avoir bâti plus de 100 monastères (ashrams) tout au long de son règne. Un de ses grands projets est d'avoir transporté la Capitale de Hariharalaya à Yashodharapura qui restera la Capitale pendant 600 ans .
Phnom Dei est le seul des temples situés au sommet des collines qui fut édifié sous le règne de ce roi Yasovarman I. Lorsqu'il mourut, il prit le nom posthume de Paramashivaloka. 
Le temple Phnom Dei aurait fait partie de la Capitale médiévale de Yasodharapura édifié par Yasovarman I (vers 900) qui fut la première capitale khmer détruite au XVe siècle par des bandits venus du Siam. Yaśodharapura signifie en sanscrit "Ville Sainte" et aurait été construite sur cette montagne car Yasovarman I aurait cru que c'était un endroit sacré pour observer le culte des divinités Hindous.

## Autres temples sur la colline
Parmi les autres temples figurent Phnom Bakheng, Phnom Bok and Phnom Krom chacun dédié à une des divinités de la Trimūrti (Brahmā, Vishnou et Shiva). Ces temples avec leurs tours ornées de gigantesques visages du Bouddha souriant sont construits successivement pendant le XIIe siècle. À cette époque, la capitale khmère s'étendait sur 200 km² et comptait près d'une centaine de temples.
Mais l'un de ses successeurs, Jayavarman VIII, dès son avènement (1243), impose le retour à l'hindouisme et détruit de nombreuses sculptures du Bouddha. Jusqu'au XIVe siècle, le bouddhisme reviendra, sous sa forme theravāda. Cette nouvelle voie religieuse, beaucoup plus simple dans son approche du sacré, généralisera les constructions légères dont seules subsistent quelques terrasses bouddhiques, réemployant souvent les blocs de pierre des édifices antérieurs.